# Michał Waleczny (film)
Michał Waleczny (rum. Mihai Viteazul) – rumuński film historyczny z 1971 roku w reżyserii Sergiu Nicolaescu. Film jest biografią wołoskiego hospodara Michała Walecznego, który jako pierwszy władca zjednoczył pod swoim berłem trzy główne części dzisiejszej Rumunii (Mołdawię, Wołoszczyznę i Siedmiogród).
Obraz był oficjalnym rumuńskim kandydatem do Oscara za najlepszy film nieanglojęzyczny, ale ostatecznie nie otrzymał nominacji.

## Obsada
- Amza Pellea - Michał Waleczny
- Ion Besoiu - Zygmunt Batory
- Olga Tudorache - matka Michała Walecznego
- Irina Gardescu - Rossana Viventini
- György Kovács	- Andrzej Batory
- Sergiu Nicolaescu	- Selim Pasza
- Nicolae Secăreanu	- Koca Sinan Pasza
- Ilarion Ciobanu - Stroe Buzescu
- Aurel Rogalschi - Rudolf II Habsburg
- Ioana Bulcă -	Doamna Stanca
- Septimiu Sever - Radu Buzescu
- Florin Piersic - Preda Buzescu
- Klára Sebök - Maria Cristina de Graz
- Mircea Albulescu - Popa Stoica
- Emmerich Schäffer	- Gheorghe Bast
- Colea Răutu - sułtan Murad III
- Constantin Codrescu - Aleksander III Zły
- Alexandru Herescu - Ionică
- Corneliu Gârbea - Starina Novak
- Alexandru Repan - Earl Viventini
- Jean Lorin Florescu - arcyksiążę Maksymilian

## Produkcja
Zdjęcia kręcono w wielu lokacjach na terenie Rumunii (m.in. Alba Iulia, Bukareszt, Călugăreni, Hunedoara, Mirăslău, Sinaia, Sybin), a także w Pradze i Stambule.